# 扫剌
扫剌（9世纪—929年），五代十国时期奚族部落联盟首领。前蜀首领去诸之子。
奚族自去诸时，躲避契丹国，依附后唐。去诸卒，扫剌代立。后唐庄宗时，赐他姓名李绍威。同光元年（923年）十二月，他遣使到后唐，同光三年（925年）九月，遣使庆贺庄宗生诞，贡献方物。曾娶契丹逐不鲁姊，逐不鲁获罪于契丹，投奔扫剌。扫剌接纳他，契丹国发兵攻讨，不胜。唐明宗天成四年（929年），扫剌去世，子素姑（拽剌）代立。